# Polstead
Polstead – wieś i civil parish w Anglii, w hrabstwie Suffolk, w dystrykcie Babergh. Leży 19 km na zachód od miasta Ipswich i 91 km na północny wschód od Londynu. Składa się z Bower House Tye, Hadleigh Heath, Mill Street, Polstead Heath i Whitestreet Green. W 2011 liczyła 851 mieszkańców.